# Lepidocephalichthys guntea
Lepidocephalichthys guntea és una espècie de peix de la família dels cobítids i de l'ordre dels cipriniformes.

## Morfologia
- Els mascles poden assolir 15 cm de llargària total.[3]

## Hàbitat
Viu en zones de clima tropical.

## Distribució geogràfica
Es troba al Pakistan, el nord de l'Índia, Bangladesh, Nepal, Myanmar i Tailàndia, incloent-hi la conca del riu Salween.